# Ataievka
Ataievka (en rus: Атаевка) és un poble de l'óblast de Saràtov, a Rússia, segons el cens del 2010 tenia 352 habitants. Pertany al districte municipal de Líssie Gori.